# 烏山警察署
烏山警察署（オサンけいさつしょ）は、京畿地方警察庁所管の警察署である。

## 管轄区域
- 烏山市

## 沿革
- 1978年8月9日 - 水原警察署から分離し、華城警察署として華城郡烏山邑（現在の烏山市）に開署。管轄区域は華城郡。
- 1988年10月15日 - 安山警察署開設に伴い、管轄区域が華城郡（半月面を除く）になる。
- 1989年1月1日 - 華城郡烏山邑の市制施行に伴い。管轄区域が烏山市と華城郡（半月面を除く）になる。
- 1994年12月26日 - 華城郡半月面が安山市、軍浦市、水原市勧善区に分割統合されたため、管轄区域が烏山市と華城郡になる。
- 2001年3月21日 - 華城郡の市制施行に伴い、管轄区域が烏山市と華城市になる。
- 2008年4月4日 - 華城西部警察署開設に伴い、華城東部警察署に改称。管轄区域が烏山市と華城市のうち洞地域と東灘面、正南面となる。華城市の残りの地域は華城西部警察署へ移管。
- 2018年 - 華城東灘警察署開設に伴い、烏山警察署に改称。華城市のうち洞地域と正南面を華城東灘警察署に移管し、管轄が烏山市のみになる。

## 管轄地区隊
- 烏山地区隊

## 管轄派出所
- 細橋派出所
- 中央派出所
- 闕洞派出所